# Claudette Colvin: Twice Toward Justice
Claudette Colvin: Twice Toward Justice è un saggio del 2009 di Phillip Hoose che descrive la storia di Claudette Colvin a Montgomery, in Alabama, durante il movimento per i diritti civili degli afroamericani.

## Critica
Claudette Colvin: Twice Toward Justice ha ricevuto recensioni generalmente positive dalla critica. Hanno elogiato la biografia per aver dato il riconoscimento che Colvin non ha mai ricevuto nel 1955.
The Wall Street Journal ha scritto: "La storia avrebbe potuto dimenticare Claudette Colvin, o relegarla allo stato di nota a piè di pagina, se lo scrittore Phillip Hoose non si fosse imbattuto nel suo nome nel corso di altre ricerche e l'avesse rintracciata". Il Chicago Tribune ha scritto: "Hoose rende vivi i momenti di Montgomery, che si tratti del quartiere di Claudette, dei suoi avvocati, del suo pastore o di tutti i diversi individui del movimento per i diritti civili che ha percorso. Una lettura avvincente".

## Premi e riconoscimenti
- Vincitore del National Book Award per la letteratura giovanile nel 2009[4]
- Top Ten List, Amazon.com's Editors' Picks: I migliori libri per ragazzi nel 2009[5]
- Booklist Top 10 Biografie per i giovani nel 2009[6]
- Saggistica, Publishers Weekly, Migliori libri per bambini dell'anno nel 2009[7]
- Medaglia Newbery nel 2010[8]
- Robert F. Sibert Honor Book nel 2010[9]
- Finalista Award for Excellence in Nonfiction for Young Adults YALSA nel 2010[10]
- Cooperative Children's Book Center Choices nel 2010[11]
- Honor Book for Older Children per i Jane Addams Children's Book Awards nel 2010[12]
- Saggistica, Chicago Public Library Best of the Best nel 2010[13]
- Master List per il Dorothy Canfield Fisher Children's Book Award nel 2011[14]
- Lista YALSA Outstanding Books for the College Bound and Lifelong Learners: History and Cultures nel 2014[15]